# Hotel Aquarius SPA
Hotel Aquarius SPA – pięciogwiazdkowy hotel zlokalizowany w Kołobrzegu, w Dzielnicy Uzdrowiskowej. Jeden z czterech pięciogwiazdkowych hoteli na terenie powiatu kołobrzeskiego.

## Historia
Hotel został oddany do użytku 1 sierpnia 2009. Pierwotnie obiekt posiadał kategorię 4 gwiazdek natomiast 21 czerwca 2010, jako pierwszy w województwie zachodniopomorskim otrzymał kategorię 5 gwiazdek, nadaną przez Urząd Marszałkowski Województwa Zachodniopomorskiego. 
Hotel zlokalizowany w części uzdrowiskowej Kołobrzegu, 250 m od plaży w pasie zieleni i otoczeniu parku nadmorskiego, tuż obok kołobrzeskiego amfiteatru. Posiada 200 pokoi (w tym pokoje dla osób z alergią, niepełnosprawnych, osób palących) oraz 5 apartamentów znajdujących się na najwyższej kondygnacji budynku. Powierzchnia standardowego pokoju wynosi 30 m², apartamentu 52 m². Wszystkie pokoje i apartamenty są klimatyzowane i posiadają balkony.
Projekt hotelu jest autorstwa poznańskiej pracowni Tomasz Durniewicz Architekt Sp. z o.o. Pracownia nadzorowała konstrukcję, wygląd zewnętrzny, projekty wnętrz oraz projekty branżowe (elektryczne, sanitarne, wentylacyjne itp.) – łącznie z projektem zagospodarowania terenu.

## Architektura hotelu
Bryła hotelu jest modernistyczna. Segmenty tworzące obiekt są proste, o klarownej dyspozycji przestrzennej z płaskimi dachami. Dominującym materiałem jest szkło wykorzystane w takich elementach jak: fasada, okna, osłony na elewacjach, ekranach, balustradach. Zastosowano szkło zwykłe, barwione, z nadrukiem, matowe oraz satynowe. Oświetlenie obiektu nocą podkreśla jego strukturę przestrzenną. We wnętrzach zastosowano materiały: szlachetne drewno, ceramikę, szkło, stal nierdzewną. 
Podstawowe elementy funkcjonalne, rozmieszczone na czterech kondygnacjach to: część mieszkalna, dwie restauracje, kawiarnia, powierzchnie konferencyjne (817m²), centrum kosmetyczne, aquacenter, centrum rehabilitacji, część rozrywkowa obejmująca Aquarius Club & Lounge, podziemny garaż, ogród, klub zabaw i sala gier dla dzieci. 

## Nagrody i wyróżnienia
Hotel wielokrotnie był wyróżniany nagrodami, otrzymał m.in. Certificate of Excellence 2014 od portalu turystycznego Tripadvisor. Jako pierwszy hotel w Polsce zdobył też w 2013 nagrodę od portalu Holidaycheck. Hotelowa restauracja Horyzont otrzymała certyfikat Slow Food potwierdzający wysoką jakość serwowanych dań, tworzonych w oparciu o ekologiczne produkty od lokalnych dostawców.